# Budens
Budens és una freguesia portuguesa del municipi de Vila do Bispo, amb 45,69 km² d'àrea i 1.854 habitants (al cens del 2021). La densitat de població n'és de 40,6 hab/km², i és per això que pertany a una Àrea de Baixa Densitat (ordenança 1467-A/2001).
És una de les freguesies incloses al Parc Natural del Sud-oest Alentejà i Costa Vicentina.

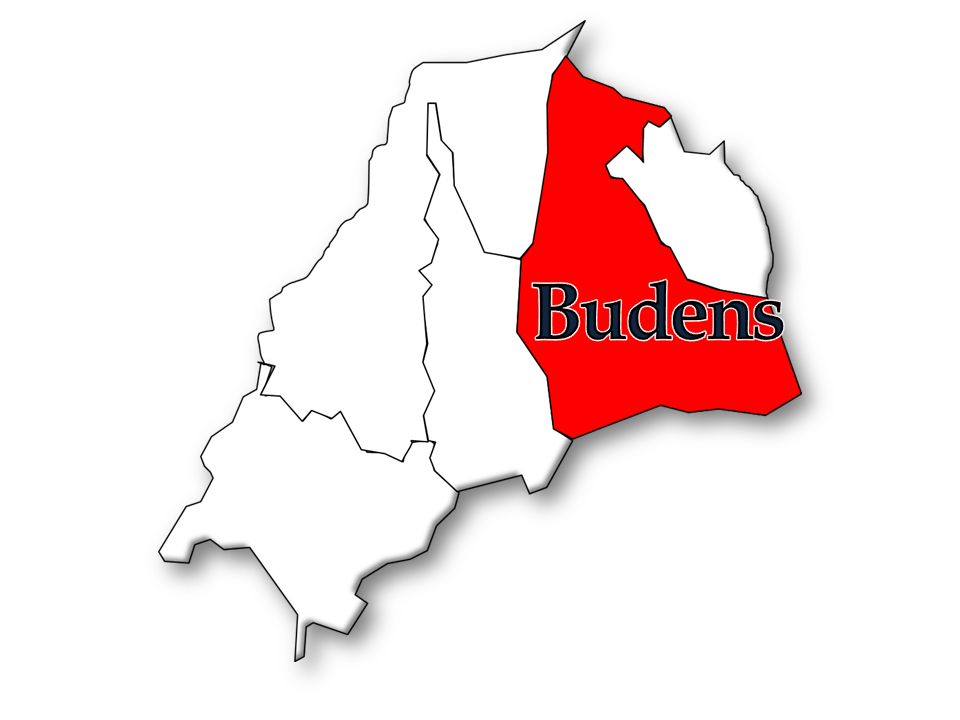
Localització de la freguesia de Budens al municipi de Vila do Bispo

## Població

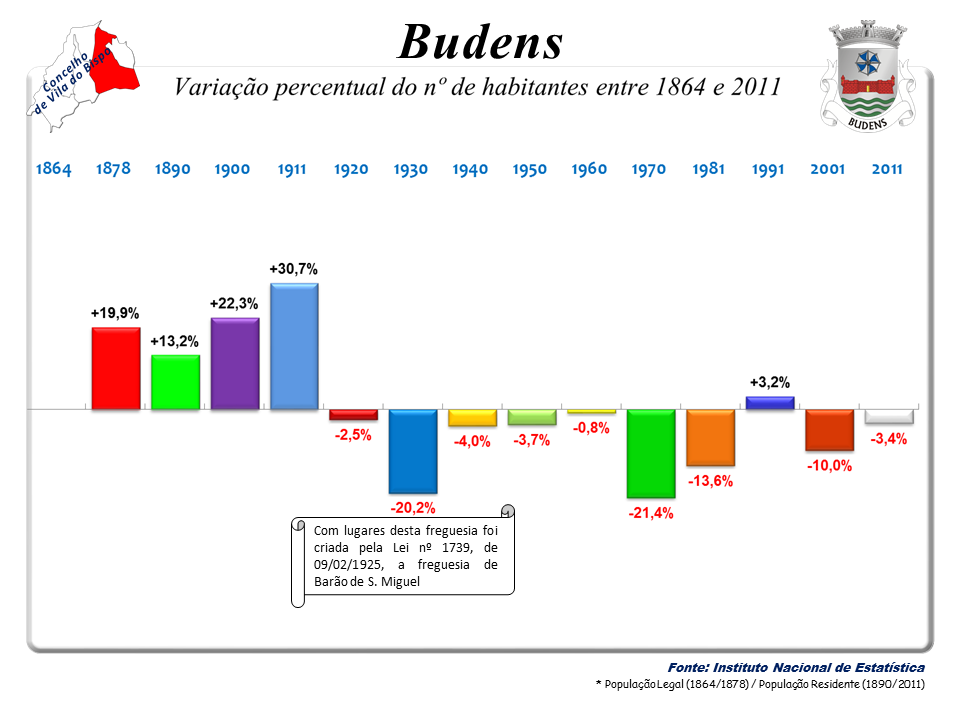
Variació de la població 1864 / 2011

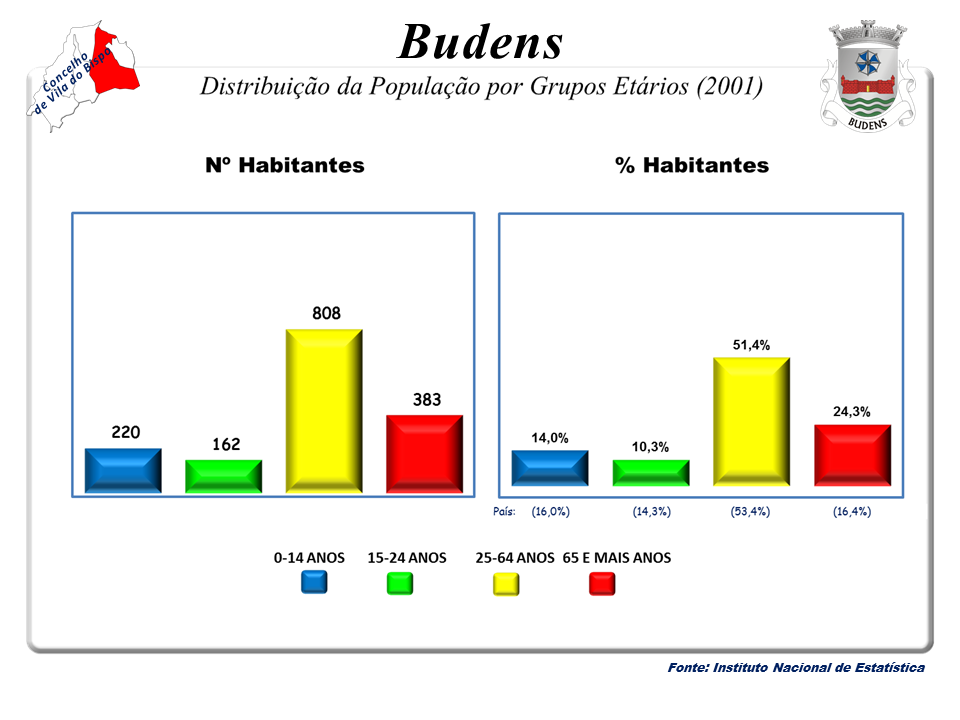
La població al 2001

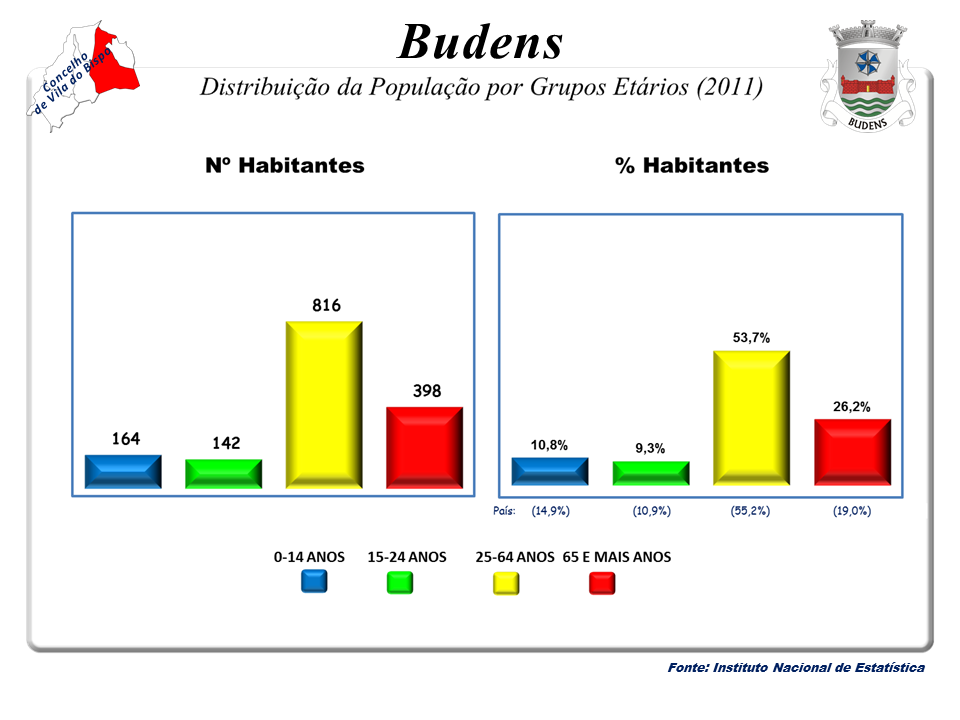
La població el 2011

Amb llogarets d'aquesta freguesia es creà per la Llei núm. 1739, de 09/02/1925, la freguesia de Barão de S. Miguel.

## Patrimoni
- Capella de Santo António (Budens).
- Estació arqueològica de Vale Boi.
- Ruïnes lusitanoromanes de Boca do Rio.